# مجلة دي جي
دي جاي (بالإنجليزية: DJ)‏ وهي مجلة شهرية بريطانية مُتخصصة بنشر كل المواضيع المتعلقة حول موسيقى الرقص الإلكترونية وعن دي جي، تأسست في 31 يناير 1991 ومُنذ 2010 تم فتح فروع للمجلة باللغات البرتغالية والبولندية والأوكرانية واللتوانية والصينية والإسبانية والفرنسية والألمانية والإيطالية والهولندية، وقد تم فتح فرع خاص لها في كندا وأستراليا.تقوم المجلة سنويا بإطلاق تصنيف خاص بالدي جي وأخر لنوادي الرقص حول العالم، يضم الترتيب 100 مركز.

## التاريخ
ظهرت نسخة سابقة من المجلة في نهاية الثمانينيات عندما كانت تعرف آنذاك باسم «مجلة ديسك جوكي»، ثم تم تغيير الاسم إلى «مجلة جوكس»، ولكن سرعان ما تم إسقاط هذا الاسم وتم إعادة نشر العلامة بصدور العدد الأول من «مجلة دي جي» أو «دي جي ماغ» في منتصف عام 1991، انطلقت المجلة في البداية كنشرة أسبوعية مع محرر وحيد يدعى كريس ميلور. باتت المجلة في تلك المرحلة بالفعل المجلة الخاصة بالدي جي الأكثر مبيعاً في المملكة المتحدة.
شارك في الطبعة الأولى للمجلة فنانين من أمثال فرانكي نكلز وراغا توينز. في عام 1992، قررت المجلة التحول إلى النشر مرتين أسبوعيًا نظرًا لزيادة عبء العمل وبقيت المجلة على تلك الحالة إلى حدود عام 2008. خلال العامين الأولين من بدايتها، صوّت طاقم تحرير المجلة أنفسهم لصالح أفضل دي جي في العام.أنذلك كان الترتيب عبارة عن قائمة قصيرة، ولكن تم توسيعها لاحقًا لتشمل 100 أفضل فنان، وقد ظهر الترتيب الجديد لأول مرة في الطبعة المائة للمجلة في 21 أكتوبر 1993.
في عام 1994 ظهرت فرقة أندرورد على الغلاف، ويرجع ذلك جزئياً إلى ألبومهم الصاعد في ذلك الوقت. وقد ظهر عدد أخر من الفنانين في ذلك العام على غلاف المجلة، وهي أسماء معروفة مثل أرماند فان هيلدن وإيريك موريلو، ولكن أيضا وجدت مشاركة من فنانين صاعدين مثل دي جي راب. بحلول صيف عام 1995، بدأت المجلة بالإشتراك بمهرجانات ونوادي معروفة كإيبيزا وذلك بشكل منتظم نظرًا لشعبيتها المتزايدة كوجهة للارتياد. في عام 1997، ظهر ثنائي الموسيقى الإلكترونية البريطاني بايسمنت جاكس على الصفحة الأمامية للمجلة. ومنذ بداية التسعينات تداول عدد من الفنانين على الظهور بالغلاف المجلة، على غرار جيف ميلز وديب ديش وأوربيتال ولوران غارنييه وداني تيناجليا.
في عام 1999، عرضت المجلة دي جي في صفحتها الأولى تاريخ صعود موسيقى ترانس. وتطرقت في منشوراتها حول استخدام المخدرات وانتشارها في نطاق واسع داخل الساحة الموسيقية الإلكترونية.
ابتداء من أواخر عام 2000، أطلقت المجلة أول موقع تجريبي لها. بحلول شهر نوفمبر سنة 2000، شركة «هايبوري هاوس كوميونيكيشنز» اشترت نيكسز الناشر الخاص بالمجلة، ونقلت المجلة مكاتبها التحريرية إلى كنتيش تاون، شمال لندن. في عام 2001، عُيِّن الصحفي والموسيقي ليزلي رايت، الذي كان آنذاك رئيس تحرير مجلة M8 للرقص الإسكتلندي، ليحل محل كريس بعد 10 سنوات من إدارة هيئة التحرير.
في عام 2002، عرف مشاركة فاتبوي سليم في عدد يوليو، بعد أن استقطب حدثه المجاني الذي أقيم في برايتون بإنجلترا ما يقرب من 250,000 من النوادي. في عام 2003 اندمجت الشركة الأم للنشر مع ناشر المجلة WVIP. من عام 2005 بدأت المجلة بتوسيع نشرها في الخارج لتشمل أماكن مثل أمريكا الوسطى والجنوبية وألمانيا وفرنسا وإسبانيا. في عام 2006، تم بيع المجلة لشركة فيوتشور بي أل سي، واحدة من أكبر شركات الإعلام في المملكة المتحدة.
في عام 2011 تم إطلاق المجلة بشكل رسمي في الولايات المتحدة الأمريكية. وبعد 10 سنوات على ترأس المجلة، غادر المحرر «ليزلي رايت» وحل محله «كارل لوبين». في عام 2012، حول الناشورون الإنتاج إلى إصدار شهري. وبات يتطلع المالكون إلى التوسع في أسواق جديدة من خلال صفقات الترخيص في الشرق الأوسط، أستراليا، الهند، ماليزيا، سنغافورة، فيتنام، اليابان والصين.
يتضمن الشكل الحالي للمجلة أقسامًا عن أخبار صناعة موسيقى الرقص، والمراجعات التي تعطي النوادي، والمعدات التقنية الخاصة بالموسيقى. كما يشمل أيضًا قوائم أفضل 100 دي جي بالإضافة إلى تغطية أحداث الموسيقى الإلكترونية القادمة. كما تدير المحلة العديد من الجوائز بما في ذلك جائزة أفضل 100 دي جي، واستفتاء أفضل 100 نادي وغيرها من الجوائز.

## إصدارات المجلة
تشتمل مجلة دي جي حاليا على:
- دي جي ماج - مجلة مطبوعة شهرية، تم إطلاقها في عام 1991 ويتم نشرها حاليًا بموجب ترخيص من شركة "Thrust".
- "djmag.com" - تم إطلاق موقع المنشورات في عام 2000.

دي جي ويكلي - كتاب إلكتروني مجاني قابل للتحميل يتم إنتاجه من قبل المجلة.
- دي جي بلاكبوك - إصدار يعتبر دليل صناعة الموسيقى أنتج سنويا من قبل المجلة وهو موجه بالأساس للدي جي، والمنتجين، وأصحاب النوادي والمروجين.
- دي جي ماج إيبيزا - مجلة مطبوعة متخصصة تصدر في إيبيزا باسبانيا، ويطبع منها أكثر من 100000 نسخة.
- أعلى 100 استبيان دي جي - هذا هو استطلاع الدي جي الرائد في العالم ويجذب حاليًا عددًا كبيرًا من الناخبين سنويًا ويقدر أن 10 ملايين شخص يشاهدون نتيجة الاستطلاع عند نشرها.
- أفضل 100 نادي - هذا استطلاع لتحديد أفضل النوادي في العالم، وكان الاستطلاع مفتوحًا في الأصل فقط لمنسقي الأغاني للتصويت عليه ثم تم تحويله إلى تصويت عام في سنة 2010.

## قائمة أفضل 100 دي جي
أكبر ملكية للمجلة، هي عبارة عن قائمة من دي جي الأكثر شعبية في العالم، وتسمى أفضل 100 دي جي. اجتذب الاستطلاع أكثر من مليون صوت في عام 2015، مما يجعله أكبر استطلاع للموسيقى في العالم. كان داني رامبلينج أول فائز بلقب دي جي رقم واحد في العالم وكان ذلك من قبل صحفيين يعملون بالمجلة، في عام 1991. في السنة الموالية 1992، نالت سموكين جو لقب دي جي رقم واحد من قبل محرري المجلة وهي لا تزال الدي جي الأنثى الوحيدة التي حصلت على جائزة دي جي في التاريخ. في عام 1993 للاحتفال بالطبعة المائة لمجلة دي جي. عرضت المجلة لأول مرة قائمة 100 أفضل دي جي بعد أن كان التصنيف يقتصر فقط على لائحة مصغرة، ورغم ذلك ظل الموظفون داخل المجلة هم المكلفون بإعداد القائمة، حتى عام 1996. وبقي نظام التصويت على مدى السنوات الخمس الماضية، يقتصر على اختيار المرشحين ثم التصويت لتحديد الفائزين وهو نظام شبيه نوعا ما ومماثلًا لجائزة غرامي الحالية وجوائز بريت، حيث يقرر المتخصصين في صناعة الموسيقى من يترشح ومن يفوز بالجائزة. ومع ذلك، وفي عام 1997، تم التخلي عن النظام القديم واتخذ القرار من قبل الناشرين للسماح للقراء من مجلة بتقرير من يعتقدون أنه الأصلح لأن يكون دي جي الأفضل في العالم، وكان البريطاني دي جي كارل كوكس هو الفائز الأول في جائزة أفضل 100 دي جي من خلال التصويت العام. اعتبارا من عام 2017، تحمل فيرغي الرقم القياسي لأكبر مشاركة جديدة في تاريخ الاستطلاع، عندما وضعت في المركز الثامن في عام 2000. ويحمل الهولندي ارمين فان بورين حاليا الرقم القياسي لتصدر الترتيب إجمالا بخمس مرات، أربعة منها بصفة متتالية.
استضافة حفل توزيع الجوائز عادة ما كان يتم في نادي «مينستري أوف ساوند» الليلي بلندن. بالنسبة لاحتفال 2011، تم استضافة الحدث خارج المملكة المتحدة للمرة الأولى في تاريخه، حيث تم تنظيمه في نسخة 2011 من مهرجان الرقص في أمستردام. تم تنظيم حفل توزيع الجوائز لعامي 2012 و2013 في 19 أكتوبر في نفس المكان.
من بداية التصنيف حتى 2002، كانت المراكز الثلاثة الأولى تتألف من دي جي بريطاني واحد على الأقل، منذ العام التالي (2003) ظهر دي جي هولنديان على الأقل في المراكز الثلاثة الأولى. وفي عام 2015، أصبح حفل توزيع جوائز أفضل 100 دي جي في العالم حدثا رئيسيًا لمهرجان أمستردام للموسيقى. وشهد حضور أكثر من 40000 ضيف شهد تتويح ديميتري فيغاس ولايك مايك في عام 2015.
يعتبر تصنيف أفضل 100 دي جي مهماً بشكل كبير للـفنانين ومؤثرا بشكل أو بآخر في رسوم الحجز ومستوى شعبيتهم. يقوم الدي جي بحملات منتظمة من أجل التصويت لصالحه، وهي عملية تسمح بها المجلة. في يوم من الأيام، قام دي جي هاردويل بالقفز بالمظلات كجزء من الفيديو الخاص بحملته لإقناع المتابعين بالتصويت له، يقوم ديفيد غيتا بإنتظام بإنشاء مقاطع فيديو متحركة كجزء من حملته، وأصدر ديمتري فيغاس ولايك مايك مزيجًا من الأغاني حصريًا للمعجبين كجزء من الحملة.ومع ذلك، نظرًا لوزن التصنيف وأهميته، كانت هناك انتقادات واسعة وجهة للإستطلاع.

## نقد القائمة
تم انتقاد قائمة أفضل 100 دي جي بشكل كبير بالخصوص من حيث تأثره بالقدرة التسويقية للفنان، بدلاً من مهاراتهم وقدراتهم. وأيدت هذا الادعاء مقالة ظهرت في القسم الأمريكي من صحيفة هافينغتون بوست الصادرة في يوليو 2013 بعنوان "DJMag Top 100 (Marketable) DJs". وقد ذكر مؤلفها، كيفين يو، أنه «خلال السنوات القليلة الماضية، إن القائمة ليست تمثيلًا حقيقيًا لمهاراتهم، ولكن بدلاً من ذلك، هي تعبير عن كمية الأموال التي يمكنهم وضعها في التسويق لصالحهم». وفي نفس المقال سأل يو: «هل تحولت القائمة إلى مسابقة شعبية أم أنها لا تزال تعبر عن موهبة دي جي؟».
كما تم انتقاد القائمة لعدم تضمنها انعكاسًا أكثر وتوازناً للفنانين من أساليب الموسيقى الإلكترونية الأخرى واستبعاد الترتيب أساسا للدي جي الأقل شعبية في المجال التجاري. صدر مقال في صحيفة الجارديان عام 2010 من قبل الصحفي بن شايلد بعنوان «ما الذي يخبرنا به استطلاع أفضل 100 دي جي عن موسيقى الرقص في المملكة المتحدة؟ ليس الكثير» مشيرا إلى أن:
ما يثير الدهشة، على الأقل بالنسبة لأولئك الذين لا يستمتعون بالأنواع الموسيقية السائدة، هو ندرة الفنانين من مجال الهاوس وترانس في قائمة أفضل 100 دي جي. لكن وضع هذا العام غريب للغاية. فلا يوجد سوى فنان واحد هو أندي سي الذي لا تعتمد موسيقاه على نمط التقليدي، الذي تبنته موسيقى الرقص السائدة في أفضل 100 دي جي- وهو أمر سائد منذ أكثر من عقد ونصف صلب القائمة.

## قوائم دي جي
أفضل 100 دي جي، هو استطلاع سنوي تجريه مجلة دي جي لتقرير الدي جي العالمي رقم واحد. بدأ الاستطلاع في عام 1991، وخلال السنتين الأوليين، اختار صحفيو المجلة أفضل 3 منسق أغاني، عام 1993 شهد الاستطلاع توسعًا في القائمة لتشمل 100 فنان، حيث حدد الصحفيون أفضل 100 دي جي في العالم. في عام 1997، افتتحت المجلة أولى القوائم للتصويت العام الذي ظل الشكل المستخدم حتى يومنا هذا.

### 1991–1996
| أفضل 3 دي جي - التصويت تم من قبل مجلة دي جي |                |           |              |
| السنة                                       | الأول          | الثاني    | الثالث       |
| 1991                                        | Danny Rampling | غريم بارك | مايك بيكرينغ |
| 1992                                        | Smokin Jo      | غير معروف | غير معروف    |
| 1993                                        | Aba Shanti-I   | Alfredo   | Stu Allan    |
| 1994                                        | غير معروف      | غير معروف | غير معروف    |
| 1995                                        | جادج جوليس     | غير معروف | غير معروف    |
| 1996                                        | كارل كوكس      | غير معروف | غير معروف    |

### 1997–إلى اليوم
| أفضل 3 دي جي - تصويت عام |                          |                          |                 |        |
| السنة                    | الأول                    | الثاني                   | الثالث          | Ref.   |
| 1997                     | كارل كوكس                | بول أوكنفولد             | ساشا            | [ 10 ] |
| 1998                     | بول أوكنفولد             | كارل كوكس                | جادج جوليس      | [ 11 ] |
| 1999                     | بول أوكنفولد             | كارل كوكس                | ساشا            | [ 12 ] |
| 2000                     | ساشا                     | بول أوكنفولد             | جون دغويد       | [ 13 ] |
| 2001                     | جون دغويد                | ساشا                     | داني تيناغليا   | [ 14 ] |
| 2002                     | تييستو                   | ساشا                     | جون دغويد       | [ 15 ] |
| 2003                     | تييستو                   | بول فان ديك              | أرمين فان بيورن | [ 16 ] |
| 2004                     | تييستو                   | بول فان ديك              | أرمين فان بيورن | [ 17 ] |
| 2005                     | بول فان ديك              | تييستو                   | أرمين فان بيورن | [ 18 ] |
| 2006                     | بول فان ديك              | أرمين فان بيورن          | تييستو          | [ 19 ] |
| 2007                     | أرمين فان بيورن          | تييستو                   | جون دغويد       | [ 20 ] |
| 2008                     | أرمين فان بيورن          | تييستو                   | بول فان ديك     | [ 21 ] |
| 2009                     | أرمين فان بيورن          | تييستو                   | دافيد غيتا      | [ 22 ] |
| 2010                     | أرمين فان بيورن          | دافيد غيتا               | تييستو          | [ 23 ] |
| 2011                     | دافيد غيتا               | أرمين فان بيورن          | تييستو          | [ 24 ] |
| 2012                     | أرمين فان بيورن          | تييستو                   | أفيتشي          | [ 25 ] |
| 2013                     | هاردويل                  | أرمين فان بيورن          | أفيتشي          | [ 26 ] |
| 2014                     | هاردويل                  | ديميتري فيغاس ولايك مايك | أرمين فان بيورن | [ 27 ] |
| 2015                     | ديميتري فيغاس ولايك مايك | هاردويل                  | مارتن غاركس     | [ 28 ] |
| 2016                     | مارتن غاركس              | ديميتري فيغاس ولايك مايك | هاردويل         | [ 29 ] |
| 2017                     | مارتن غاركس              | ديميتري فيغاس ولايك مايك | أرمين فان بيورن | [ 30 ] |
| 2018                     | مارتن غاركس              | ديميتري فيغاس ولايك مايك | هاردويل         | [ 31 ] |

## قوائم النوادي
مجلة دي جي أيضا تقوم بإعداد تصنيف سنوي خاص تدعى  قائمة مجلة دي جي لأفضل 100 نادي لتحديد النادي الأفضل حول العالم، وقد انطلق العمل به سنة 2006.

### 2006-إلي اليوم
| أفضل النوادي- تصويت عامم |                   |                          |                   |         |
| السنة                    | الأول             | الثاني                   | الثالث            | المرجع. |
| 2006                     | Fabric            | The End ‏                 | Turnmills         | [ 33 ]  |
| 2007                     | سبايس (نادي ليلي) | Fabric                   | Pacha             | [ 34 ]  |
| 2008                     | Fabric            | سبايس (نادي ليلي)        | Amnesia           | [ 35 ]  |
| 2009                     | بيرغهاين          | Fabric                   | سبايس (نادي ليلي) | [ 36 ]  |
| 2010                     | Sankeys MCR ‏      | Fabric                   | Amnesia           | [ 37 ]  |
| 2011                     | سبايس (نادي ليلي) | Fabric                   | Green Valley      | [ 38 ]  |
| 2012                     | سبايس (نادي ليلي) | Green Valley             | Pacha             | [ 39 ]  |
| 2013                     | Green Valley      | سبايس (نادي ليلي)        | Pacha             | [ 40 ]  |
| 2014                     | سبايس (نادي ليلي) | Green Valley             | Pacha             | [ 41 ]  |
| 2015                     | Green Valley      | سبايس (نادي ليلي)        | Hakkasan          | [ 42 ]  |
| 2016                     | سبايس (نادي ليلي) | Green Valley             | Amnesia           | [ 43 ]  |
| 2017                     | سبايس (نادي ليلي) | Fabric                   | Green Valley      | [ 44 ]  |
| 2018                     | Green Valley      | أوشوايا إيبيزا بيتش هوتل | Zouk              | [ 45 ]  |

### المهرجان رقم واحد
من سنة 2015,[بحاجة لمصدر] المصوتون لصالح أفضل نادي يقومون أيضا بالتصويت لصالح المهرجان رقم واحد في العالم.
| السنة | الفائز              | المرجع. |
| ----- | ------------------- | ------- |
| 2015  | تومورولاند          | [ 46 ]  |
| 2016  | مهرجان ألترا ميوزيك | [ 47 ]  |
| 2017  | مهرجان ألترا ميوزيك | [ 48 ]  |

## الجوائز

### جوائز موسيقى الرقص الدولية
إن جوائز موسيقى الرقص الدولية، هو جزء من مؤتمر الموسيقى الشتوية (WMC) الذي يتم عقده سنويا ولمدة أسبوع، وذلك كل شهر مارس، أول مؤتمر كان عام 1985 في ميامي بيتش، فلوريدا. حازت مجلة دي جي على جائزة أفضل إصدار موسيقي 14 مرة، حيث فازت كل سنة بهذه الفئة.
| السنة | الصنف                        | العمل      | النتيجة | المرجع. |
| ----- | ---------------------------- | ---------- | ------- | ------- |
| 2003  | Best Dance Music Publication | مجلة دي جي | فوز     | [ 49 ]  |
| 2004  | Best Dance Music Publication | مجلة دي جي | فوز     | [ 50 ]  |
| 2005  | Best Dance Music Publication | مجلة دي جي | فوز     | [ 51 ]  |
| 2006  | Best Dance Music Publication | مجلة دي جي | فوز     | [ 52 ]  |
| 2007  | أفضل إصدار موسيقي            | مجلة دي جي | فوز     | [ 53 ]  |
| 2008  | أفضل إصدار موسيقي            | مجلة دي جي | فوز     | [ 54 ]  |
| 2009  | أفضل إصدار موسيقي            | مجلة دي جي | فوز     | [ 55 ]  |
| 2010  | أفضل إصدار موسيقي            | مجلة دي جي | فوز     | [ 56 ]  |
| 2011  | أفضل إصدار موسيقي            | مجلة دي جي | فوز     | [ 57 ]  |
| 2012  | Best Music Media Resource    | مجلة دي جي | فوز     | [ 58 ]  |
| 2013  | Best Music Media Resource    | مجلة دي جي | فوز     | [ 59 ]  |
| 2015  | Best Music Media Resource    | مجلة دي جي | فوز     | [ 60 ]  |
| 2015  | Best Music Media Resource    | مجلة دي جي | فوز     | [ 61 ]  |
| 2016  | Best Music Media Resource    | مجلة دي جي | فوز     | [ 62 ]  |

### جوائز دي جي
ينظم حفل توزيع جوائز دي جي بشكل سنوي، وهو الاحتفال الدولي الوحيد والأقدم المخصص للدي جي، وأيضاً تعقد الجوائز مرة واحدة في السنة بنادي باشا في إيبيزا إسبانيا.
| السنة | الفئة                        | العمل       | النتيجة | المرجع. |
| ----- | ---------------------------- | ----------- | ------- | ------- |
| 2005  | Outstanding Dedication Award | DJ Magazine | فوز     | [ 63 ]  |